# Havran (Český les)
Havran (německy Großer Rabenberg; 894 m n. m.) je nejvyšší vrchol Přimdského lesa. Nachází se v Českém lese v bezprostřední blízkosti česko-bavorské státní hranice, asi 13 km severozápadně od Rozvadova.
Na jeho vrcholu stálo až do roku 2013 torzo chátrající vojenské věže, která sloužila v době studené války v radiologickému průzkumu a jako hláska protiletecké obrany. Bývalá hláska byla zachráněna před hrozící demolicí a v průběhu roku 2013 přestavěna Klubem vojenské historie a sportů Tachov na veřejně přístupnou rozhlednu.

## Galerie

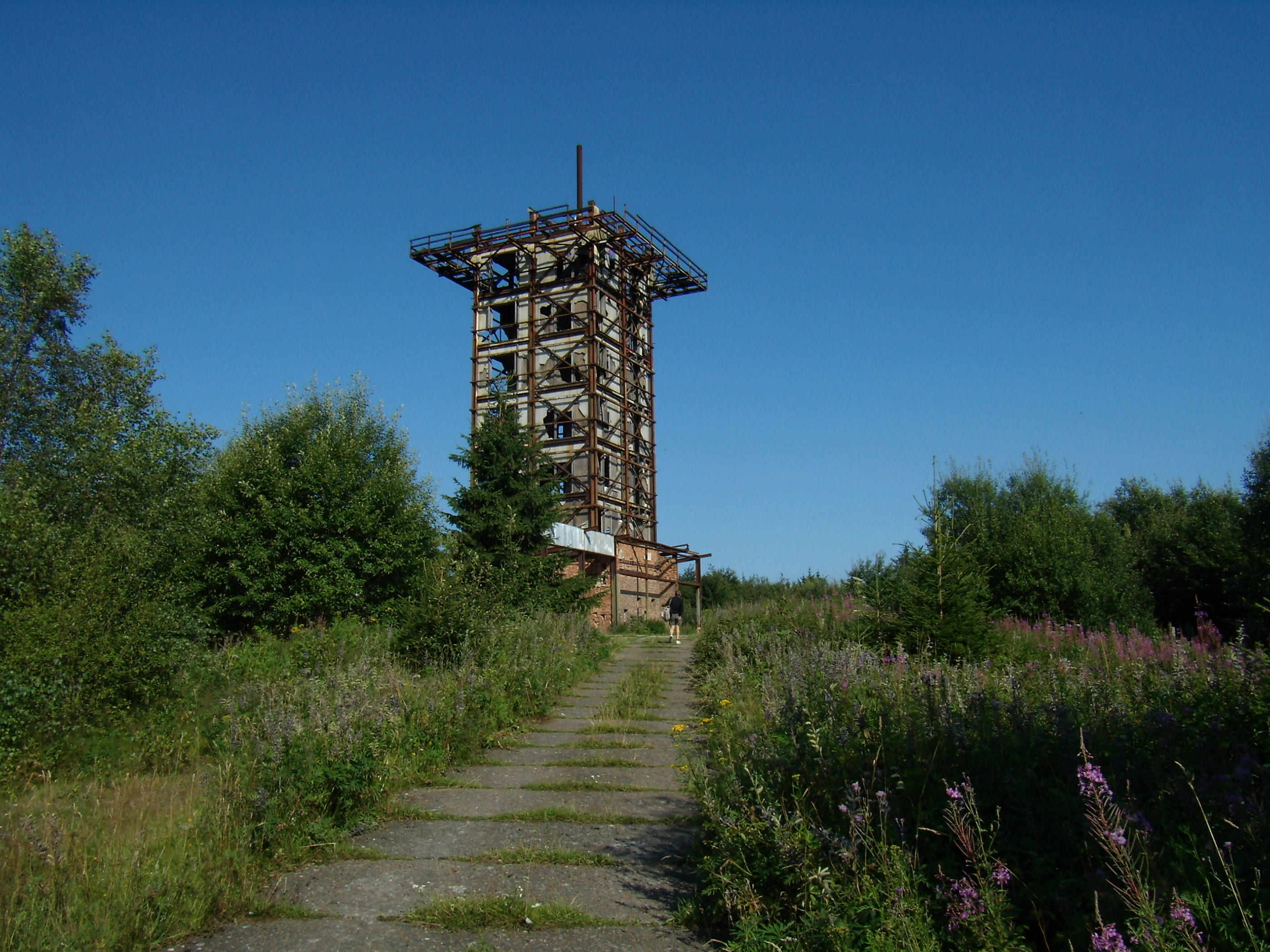
Havran – bývalá vojenská věž, rok 2009
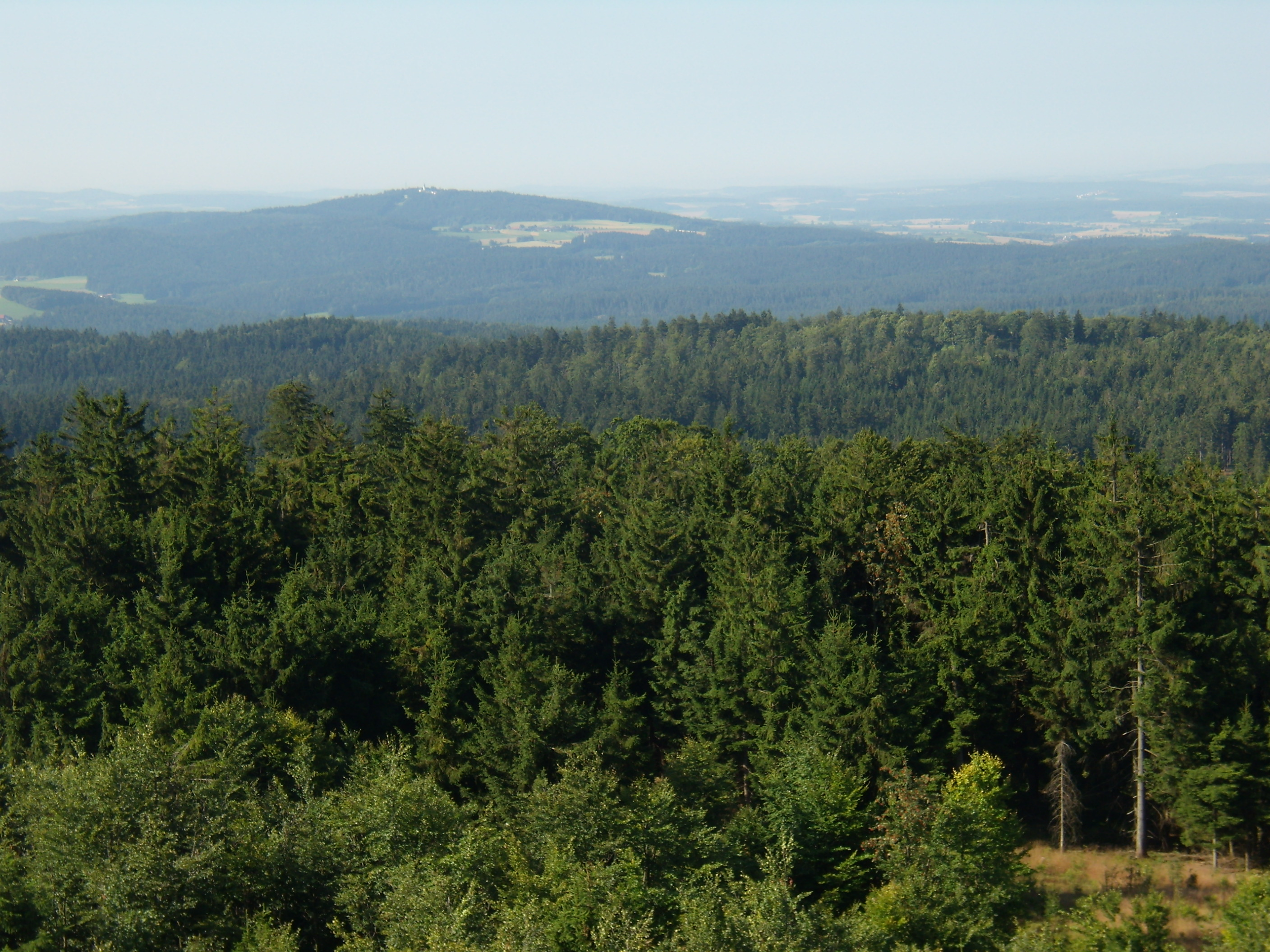
Havran – pohled z věže do Německa
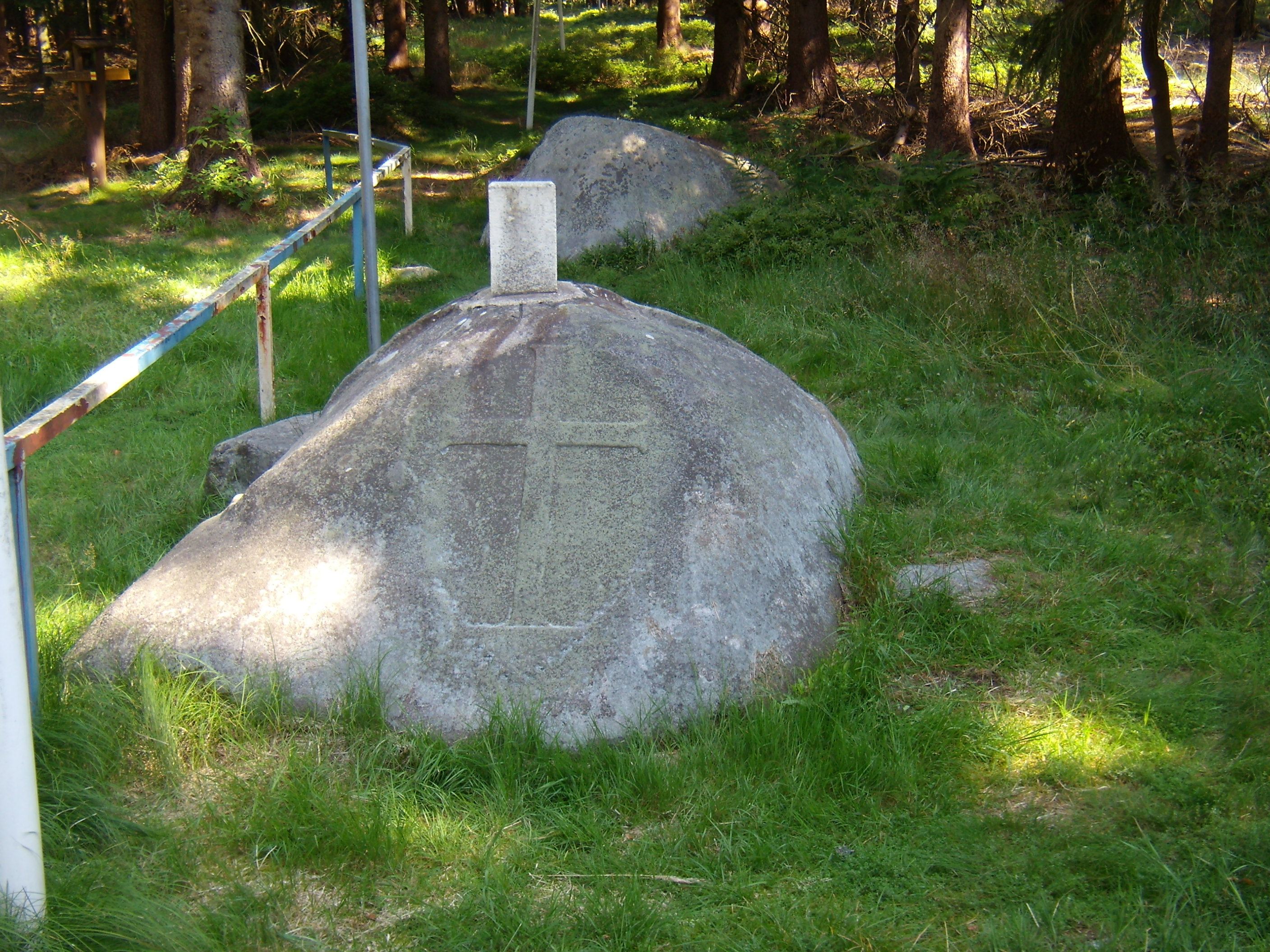
Křížový kámen na hranici pod Havranem
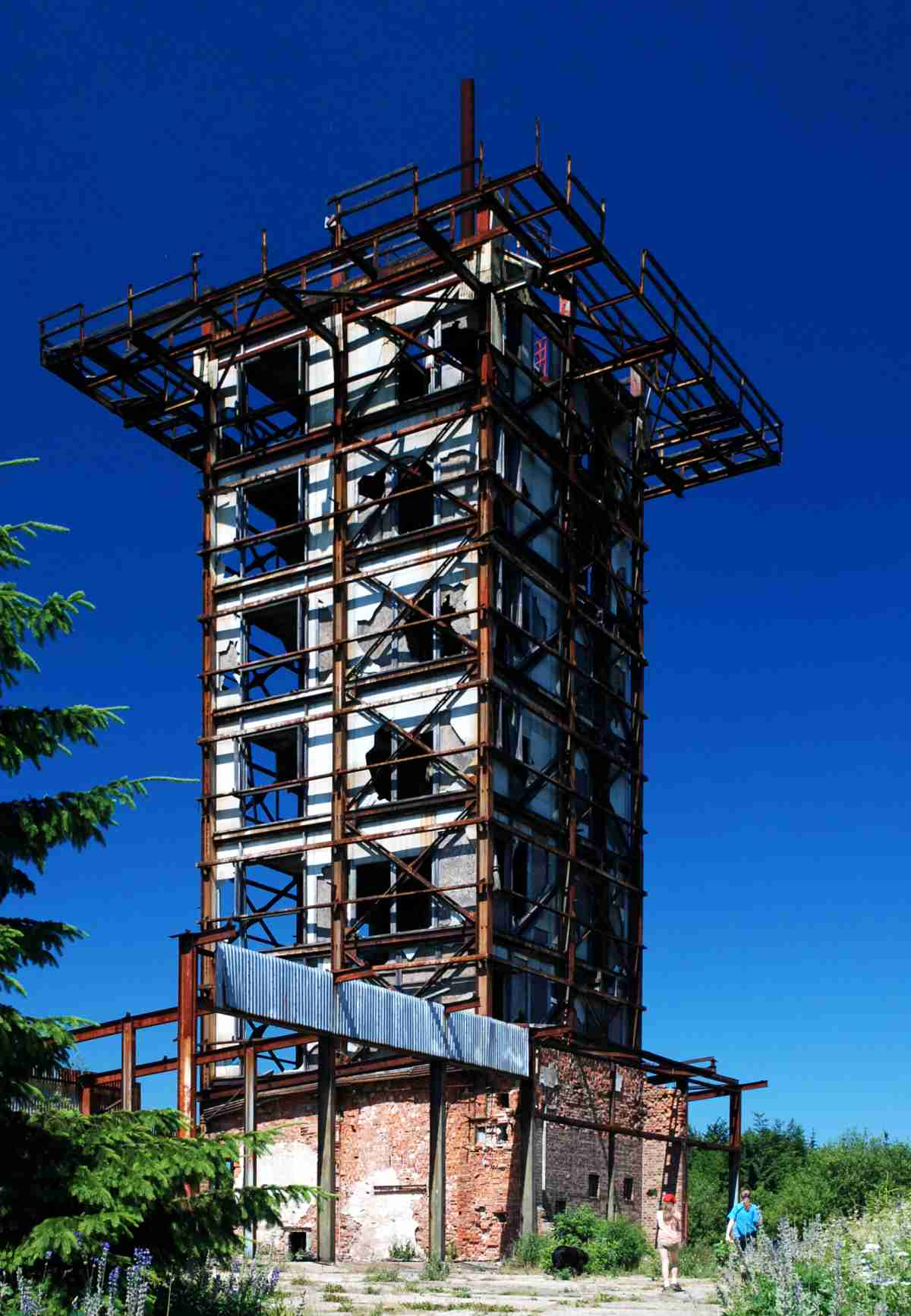
Havran – torzo vojenské hlásky, rok 2011
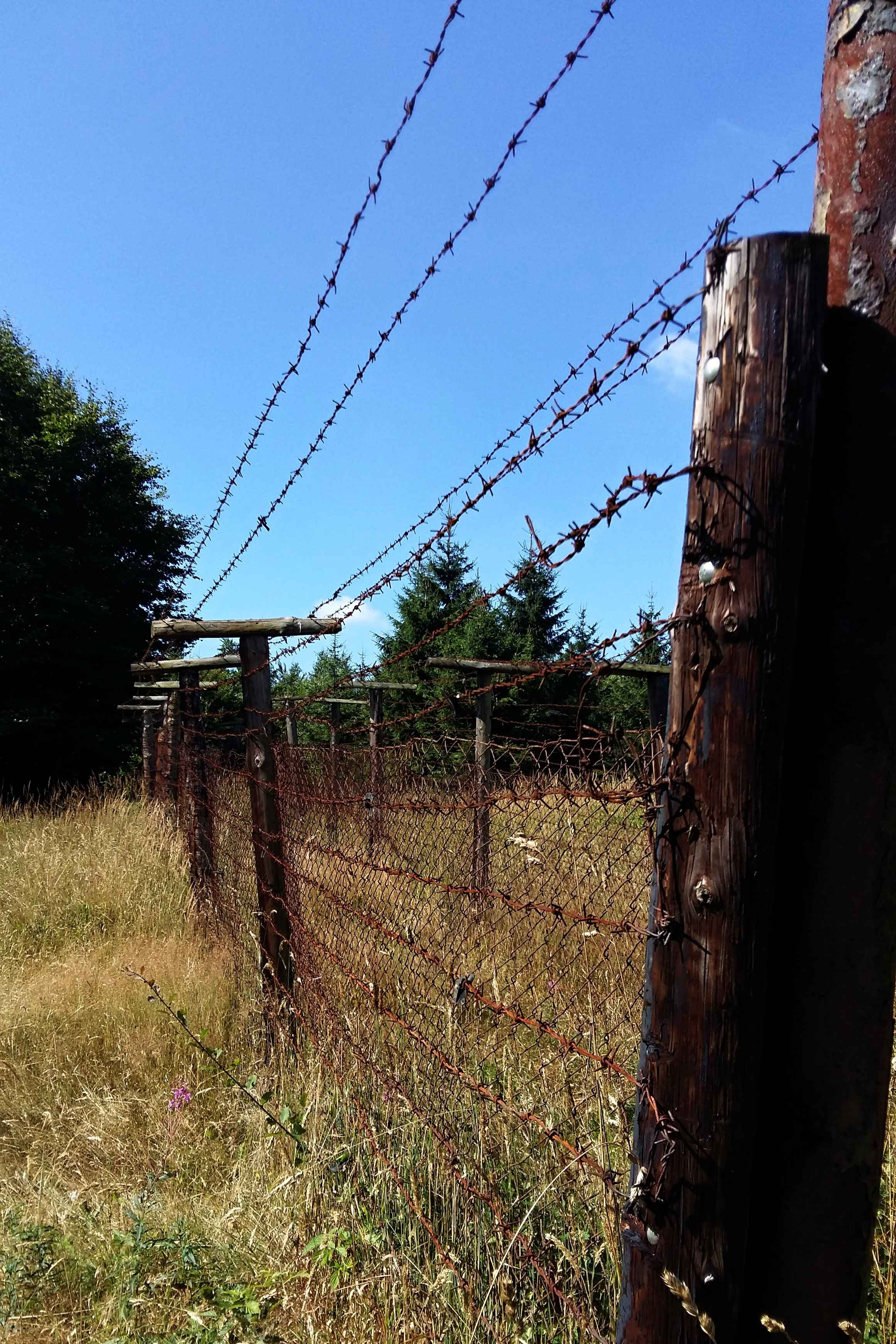
Pozůstatky železné opony pod rozhlednou, rok 2016